# Haisthorpe
Haisthorpe – wieś w Anglii, w hrabstwie East Riding of Yorkshire. Leży 36 km na północ od miasta Hull i 284 km na północ od Londynu.